# SEMA4A
 Семафорин 4A  — белок, который у человека кодируется геном SEMA4A.

## Функция
SEMA4A является членом семафориновой семьи растворимых и трансмембранных белков. Семафорины управляют аксональной миграцией в ходе нейронального развития и участвуют в иммунных реакциях.

## Клиническое значение
Было показано, что зародышевый вариант SEMA4A (V78M) может способствовать развитию колоректального рака типа X.
Мутации в этом гене связаны с дегенеративными заболеваниями сетчатки, включая пигментный ретинит типа 35 (rp35) и палочно-колбочковой дистрофией типа 10 (CORD10).Существует несколько альтернативных вариантов транскриптов сплайсинга различных изоформ этого гена.